# Staravinski Vis
Staravinski Vis är ett berg i Nordmakedonien.   Det ligger i kommunen Novaci, i den södra delen av landet, 100 kilometer söder om huvudstaden Skopje. Toppen på Staravinski Vis är 1 035 meter över havet.